# Хутір-Будилівська сільська рада
| Хутір-Будилівська сільська рада — колишній орган місцевого самоврядування у Снятинському районі Івано-Франківської області з адміністративним центром у с. Хутір-Будилів. Історична дата утворення: в 1944 році. Відновлена 14 червня 1994 року. Сільській раді підпорядковані населені пункти: - с. Хутір-Будилів |

## Склад ради
Рада складається з 16 депутатів та голови.

### Керівний склад ради
| ПІБ                      | Основні відомості                                                         | Дата обрання | Дата звільнення |
| ------------------------ | ------------------------------------------------------------------------- | ------------ | --------------- |
| Солтисік Олег Богданович | Сільський голова, 1963 року народження, освіта, член народної партії      | 26.03.2006   | 31.10.2010      |
| Солтисік Олег Богданович | Сільський голова, 1963 року народження, освіта вища, член народної партії | 31.10.2010   |                 |

Примітка: таблиця складена за даними джерела